# Susiya
Susiya (en árabe: سوسيا‎; en hebreo: סוּסְיָא‎), también transcrito como Susya y llamado Khirbet Susiya (en árabe: خربة سوسيا‎), es una aldea palestina localizada en el sur de la gobernación de Hebrón, en el área de Masafer Yatta. En 2017, tenía una población de 199 personas.
Susiya, cuya existencia se documenta desde principios del siglo XIX, se encuentra a proximidad de las ruinas de una antigua sinagoga y de las excavaciones arqueológicas correspondientes. En 1983, se empezó a levantar junto a la aldea un asentamiento israelí ilegal según la legislación internacional, y con el mismo nombre. Debido a esa proximidad, desde 1986 las autoridades israelíes les han impuesto varias expulsiones, desplazamientos, destrucción de viviendas e infraestructuras. Por otro lado, la violencia sistemática de los colonos israelíes limita su acceso a sus tierras de cultivo, cuando sus ingresos dependen mayoritariamente del pastoreo y de la agricultura. Por ejemplo, en la noche del 18 de febrero de 2025, numerosos vehículos de la localidad fueron quemados por colonos.
En Susiya nació y reside Hamdan Ballal, codirector del documental No Other Land que, en un espacio temporal de cinco años (2019-2023) muestra la violencia de los colonos israelíes, de los militares y la requisición de tierras palestinas por Israel en el área de Masafer Yatta. A finales de marzo de 2025, Ballal fue agredido por un grupo de colonos delante de su casa en Susiya, detenido por la policía israelí sin cargos, y liberado al día siguiente.

## Etimología
El área se llama en árabe Khirbet Susiya, también escrito Susiyeh, que significa «ruina (khirbet) del regaliz (susiya)» una planta silvestre que crece allí.

## Historia
Susiya alberga un yacimiento arqueológico con numerosos restos del Segundo Templo y de la época bizantina, incluidas las ruinas de una sinagoga arqueológicamente notable, reconvertida en mezquita tras la conquista musulmana de Palestina en el siglo VII. Tras la conquista islámica, las pruebas arqueológicas parecen indicar que una nueva población musulmana inmigró a las colinas del sur de Hebrón y se asentó junto a la población judía, lo que, según Yonathan Mizrachi, produjo un cambio de población. El pueblo prosperó hasta el siglo XIII.
A principios del siglo XIX, muchos habitantes de los dos grandes pueblos de la zona, Yatta y Dura, empezaron a emigrar a las ruinas y cuevas de la zona que se convirtieron en aldeas dependientes de sus pueblos de origen. Se supone que la expansión se debió a la falta de tierras para la agricultura y la construcción, lo que dio lugar a elevados precios de la tierra y a rivalidades entre los clanes que deseaban controlar más tierras y recursos. Otra razón puede haber sido la seguridad, ya que las «aldeas satélite» habrían servido de zona tampón de seguridad contra las bandas de ladrones que asaltaban los pueblos principales. Los lugareños utilizaban las cuevas como residencia, almacén y redil. Las aldeas satélites mantuvieron sus lazos con sus pueblos de procedencia. Mientras que algunos de los satélites se convirtieron en aldeas permanentes con comunidades de centenares de personas, otros siguieron siendo asentamientos temporales que servían a pastores y felahin (labradores) durante varios meses al año. En 1981-1982 se estimaba que entre 100 y 120 familias vivían en cuevas de forma permanente en el área, mientras que entre 750 y 850 familias lo hacían de forma temporal.
Tras el tratado de paz entre Israel y Egipto y los acuerdos de Camp David, los territorios palestinos quedaron en 1982 bajo Administración Civil israelí, un organismo militar a cargo de los asuntos civiles. Una jurista del gobierno israelí dedicada a encontrar tierras para asentamientos israelíes, Pliah Albeck, examinó la zona de Susiya, la sinagoga y el pueblo palestino construido sobre ella y a su alrededor, y al encontrar dificultades legales para avanzar en el asentamiento judío, escribió:

«La [antigua] sinagoga se encuentra en una zona que se conoce como las tierras de Khirbet Susya, y alrededor de un pueblo árabe entre las antiguas ruinas. Existe un registro oficial de las tierras de Khirbet Susya en el Registro de la Propiedad, según el cual estas tierras, que ascienden aproximadamente a 3000 dunam [aproximadamente 741 acres], son propiedad privada de muchos propietarios árabes. Por lo tanto, la zona próxima a la [antigua] sinagoga es, en todos los sentidos, de propiedad privada.»

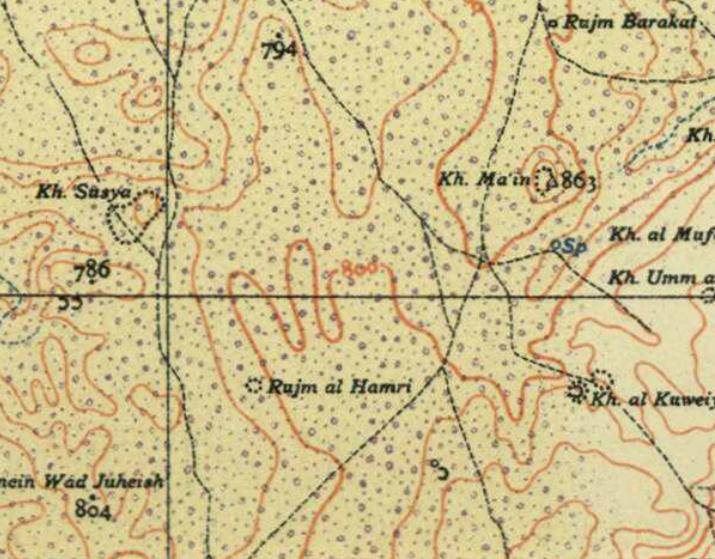
Mapa elaborado por el departamento Survey of Palestine en 1936, en el que aparecen Susiya y Rujum al_Hamri.

En junio de 1986, Israel expropió el terreno en el que se asentaba la aldea palestina para el yacimiento arqueológico, desalojando a unas 25 familias. Los habitantes expulsados se realojaron en sus tierras agrícolas cercanas, en cuevas y chozas de hojalata, en un lugar ahora llamado Rujum al-Hamri, para reiniciar sus vidas.
La postura oficial del gobierno israelí al respecto argumentaba: «No había ningún pueblo palestino histórico en el yacimiento arqueológico; el pueblo consiste sólo en unas pocas residencias estacionales para unas pocas familias; y el terreno es necesario para la continuación de los trabajos arqueológicos.» Según Regavim, una ONG que solicitó al Tribunal Supremo la ejecución de las órdenes de demolición de Khirbet Susya, el lugar se utilizaba como zona de pastoreo y cultivo de olivos estacionalmente antes de 1986. En un informe, Regavim señala que los viajeros de finales del siglo XIX informaban de que encontraron ruinas (mientras que la cercana Semua aparecía como habitada). El censo británico de 1945 no menciona Susya y, según Regavim, un estudio de 1967, realizado después de la guerra de los Seis Días, se refiere a Khirbat Susya como ruinas en contraste con pueblos cercanos como At-Tuwani o Yatta.

## Propiedad de la tierra y plan maestro
No se aprobó un plan maestro de urbanización ni se concedieron permisos de construcción para Khirbet Susya porque se consideró que no había pruebas suficientes de propiedad, ya que los documentos carecen de información geográfica y, basándose en ellos, «no era posible hacer reclamaciones inequívocas de propiedad sobre las tierras en cuestión». La familia Jabor respalda una reclamación de tierras cerca de Susiya con documentos otomanos fechados en 1881 y la familia Nawaja, originaria de la zona de Tel Arad y que se trasladó a Susiya en 1952, también tiene documentos. Sus documentos son problemáticos, ya que los límites mencionados se describían en términos de accidentes geográficos difíciles de identificar sobre el terreno.
En julio de 2015 se publicó que, según las conclusiones de un documento interno del funcionario de la Administración Civil israelí Moshe Meiri, la reclamación de la propiedad del terreno parece basarse en un título válido del periodo otomano, que data de 1881, en posesión de la familia Jabor. Al parecer, este documento era conocido por los funcionarios israelíes desde la llegada de la administración civil en 1982. Aunque la extensión exacta de sus tierras no se especificaba en el documento, en una revisión interna del caso en 2015, Meiri estableció, a partir de las características geográficas mencionadas, que las tierras abarcaban territorio que ahora pertenece a las familias Jabor y Nawaja, y que los documentos del periodo otomano aseguran que las aldeas corresponden a una superficie que abarca unos 3.000 dunams (300 hectáreas). A principios de 1986, antes de la primera expulsión israelí, la aldea recibió la visita de funcionarios consulares estadounidenses, que registraron la ocasión en fotografías.

## Expulsiones adicionales
Según David Shulman, activista de Ta'ayush, la segunda expulsión tuvo lugar en 1990, cuando los habitantes de Rujum al-Hamri fueron cargados en camiones por las IDF y arrojados en el cruce de Zif, a 15 kilómetros al norte, en un arcén al borde del desierto. La mayoría regresó y emprendió la reconstrucción en una escarpa rocosa dentro de su territorio tradicional de agricultura y pastoreo. Les quitaron los pozos y se vieron obligados a comprar agua en la cercana Yatta. Los residentes palestinos (2012) pagan 25 NIS por metro cúbico de agua traída en cisternas, lo que supone 5 veces el coste que paga el cercano asentamiento israelí. El consumo neto, de 28 litros diarios, es menos de la mitad de lo que consumen los palestinos (70 litros al día) e inferior al nivel recomendado por la OMS. Los colonos israelíes dedicados al pastoreo de ovejas ampliaron el uso de sus tierras sin vallar en Mitzpe Yair, la «Granja de la Dalia», término utilizado por los palestinos de Susiya para referirse a la granja que regenta la viuda de Yair Har-Sinai. Según B'tselem, en 2010 los colonos cultivaban unas 40 hectáreas, aproximadamente el 15% de la superficie de tierra a la que niegan el acceso a los usuarios palestinos tradicionales de esa zona. Desde el año 2000, los colonos judíos de Susiya han negado a los palestinos el acceso a 10 cisternas de la zona o, según informes más recientes, a 23, e intentan bloquear su acceso a otras. La tierra de Susiya, con un valor de mercado de 2.000 NIS por camión cargado, también se extrae de tierras pertenecientes a la aldea de Yatta.
La tercera expulsión se produjo en junio de 2001, en plena Segunda Intifada, cuando civiles colonos y soldados expulsaron a los palestinos de Susiya sin previo aviso. Al parecer, los palestinos fueron expulsados mediante detenciones violentas y palizas. El 3 de julio de 2001, el ejército israelí demolió docenas de casas en Susiya y aldeas palestinas contiguas, y arrasó sus cisternas, muchas antiguas, construidas para recoger el agua de lluvia, y luego las llenó de grava y cemento para impedir su reutilización. También se destruyeron paneles solares donados, se mató al ganado y se arrasaron tierras agrícolas. El 26 de septiembre del mismo año, por orden del Tribunal Supremo israelí, se ordenó la destrucción de estas estructuras y la devolución de las tierras a los palestinos. Los colonos y las IDF impidieron a los aldeanos recuperar sus tierras, unas 750 acres. Los aldeanos presentaron un recurso ante el mismo tribunal para que se les permitiera reclamar sus tierras y vivir sin hostigamiento. Se enumeraron unos 93 sucesos de violencia por parte de los colonos. Los colonos presentaron una contraapelación, y una familia que había conseguido volver a sus tierras sufrió un tercer desalojo.
En 2002 se estableció un puesto de avanzada israelí sin el permiso de construcción necesario. La OCHA informa de que desde 2012 la Administración Civil israelí no ha impuesto ninguna demolición en este puesto de avanzada, que está conectado a las redes de agua y electricidad de Israel, y lo cita como prueba putativa de que la política israelí discrimina entre las dos comunidades.
En 2006, se demolieron ilegalmente estructuras que no tenían permiso por orden de un oficial de bajo rango, y la demolición fue duramente criticada tres años después por el Tribunal Superior de Israel.[cita requerida] En septiembre de 2008, el ejército israelí informó a los palestinos de Susiya de que otros 150 dunums (15 hectáreas), donde quedaban 13 cisternas de agua de lluvia, iban a ser una «zona militar cerrada» a la que se les negaba el acceso. Amnistía Internacional describió el contraste resultante entre la Susiya palestina y la judía de la siguiente manera:

«En el cercano asentamiento israelí de Susiya, cuya mera existencia es ilegal según el derecho internacional, los colonos israelíes disponen de amplias reservas de agua. Tienen una piscina y sus exuberantes viñedos de regadío, granjas de hierbas y céspedes -verdes incluso en plena estación seca- contrastan fuertemente con las resecas y áridas aldeas palestinas a sus puertas.»

Según David Shulman, durante décadas fueron objeto de numerosos ataques violentos y, aunque ganaban en los tribunales, los colonos hacían caso omiso de las órdenes y los expulsaban. La BBC emitió en 2008 una película de jóvenes colonos golpeando a una anciana y a su familia con garrotes para expulsarlos de sus tierras. Las aldeas locales, como la palestina Susiya, han ido perdiendo tierras y quedando aisladas unas de otras, a medida que comenzaban a construirse y urbanizarse los asentamientos cercanos de Carmel, Maon, Susya y Beit Yatir, y se establecían puestos de avanzada ilegales. David Dean Shulman describió la realidad que observó en 2008:

«Susiya: donde trece familias empobrecidas se aferran tenazmente, pero probablemente sin esperanza, a la cima seca de la colina y a los pocos campos que son todo lo que queda de sus vastas tierras ancestrales.»

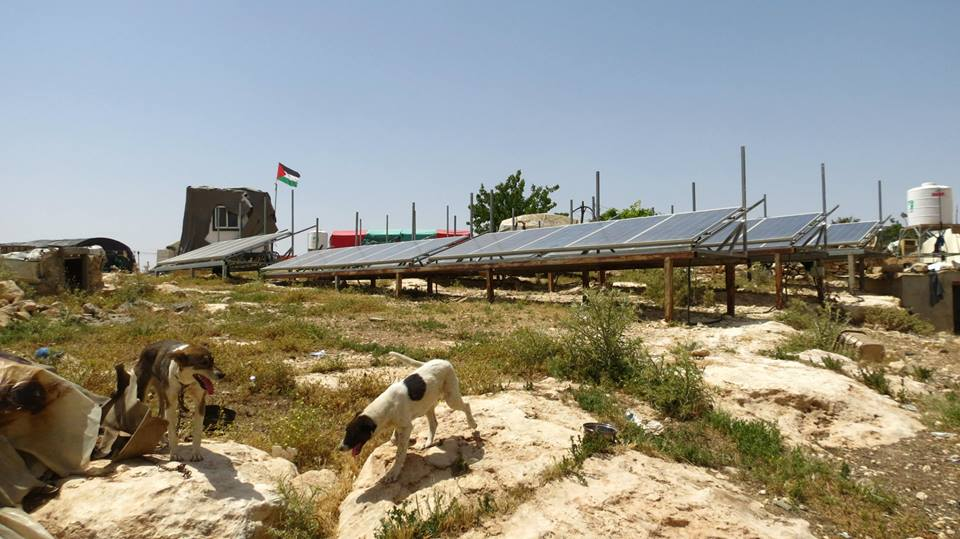
Paneles solares en Susiya en agosto de 2016.

Según la ONG B'tselem, los palestinos que permanecen en la zona viven en tiendas de campaña en una pequeña colina rocosa entre el asentamiento y el parque arqueológico situado a poca distancia. Según Amnistía Internacional, las FDI volaron diez cuevas habitadas por familias palestinas de Susiya en 1996, y destruyeron unas 113 tiendas en 1998. Amnistía Internacional informa también de que los documentos oficiales en los que se les pide que abandonen la zona se refieren a ellos genéricamente como «intrusos» (polesh/intruder). La mayoría de las cisternas de recogida de agua de lluvia utilizadas por los agricultores palestinos de Susiya fueron demolidas por el ejército israelí en 1999 y 2001. Un residente local de Susiya declaró a Amnistía Internacional:

«El agua es vida; sin agua no podemos vivir; ni nosotros, ni los animales, ni las plantas. Antes teníamos algo de agua, pero después de que el ejército lo destruyera todo tenemos que traer agua de muy lejos; es muy difícil y caro. Nos hacen la vida muy difícil, para que nos vayamos.»

Mientras que el asentamiento israelí dispone de electricidad y agua canalizada desde Israel, los palestinos dependen de paneles solares y turbinas eólicas, gracias a una ONG palestino-israelí (Comet-ME), y de pozos. Este proyecto fue finalista del BBC World Challenge, que destacó la participación de dos físicos israelíes, Elad Orian y Noam Dotan. Según David Hearst, los habitantes de Susiya se enfrentan a un callejón sin salida. Si cumplen la ley no pueden construir cisternas y recoger ni siquiera el agua de lluvia. Pero si no trabajan sus tierras, las pierden de todos modos. Un pequeño enclave que le queda a la familia de un pastor beduino sufre nuevas invasiones, ya que un colono, según David Shulman, consiguió arrebatarle el 95% de las tierras de la familia, y sigue empeñado en entrar en el resto.
En una sentencia dictada en diciembre de 2013, el Tribunal Superior de Justicia de Israel aceptó que los palestinos de Yatta habían demostrado su apego legal a una franja de tierra entre Susiya y el asentamiento ilegal de Mitzpe Yair, pero les pidió que retiraran su petición contra los colonos que supuestamente se habían apoderado ilegalmente de esas tierras. La petición se refería a 300 dunams de tierras agrícolas y otros 900 dunams de pastos que, según los palestinos, se vieron obligados a dejar de utilizar para la agricultura y el pastoreo debido a violentos ataques. El tribunal consideró que la opción adecuada que tenían los palestinos era interponer una acción judicial civil. De las 120 denuncias registradas ante la policía israelí en Hebrón por palestinos de Susiya, relativas a supuestos ataques, amenazas, incursiones y daños a la propiedad perpetrados por colonos hasta 2013, más del 95% han sido desestimadas, sin que se hayan presentado cargos.

## Peleas judiciales y órdenes de demolición

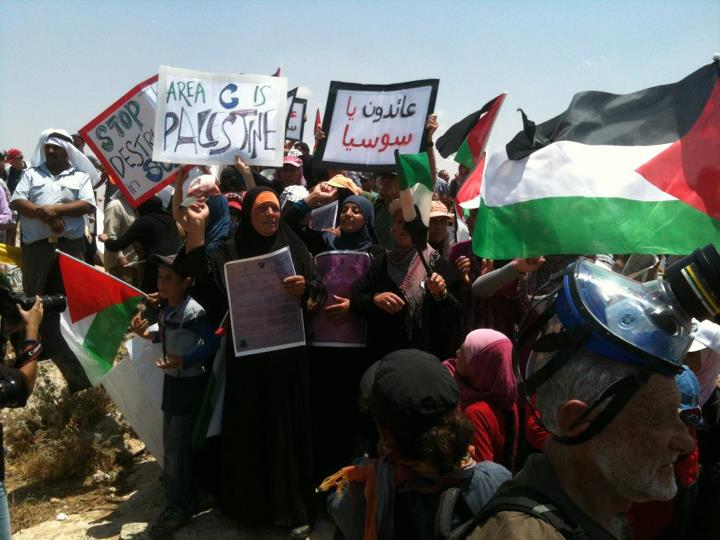
Protestas de habitantes de Susiya contra la demolición de su pueblo en 2012.

Después de que se expulsara a la población de Susiya en 1985, los intentos de los palestinos de reconstruir su pueblo han sido arrasados por Israel en cuatro ocasiones, en 1991, 1997 y dos veces en 2001. Al estar clasificado dentro de la zona C de Cisjordania, se encuentra bajo la ocupación y el control militar israelíes. Aunque son propietarios de gran parte del terreno, Israel les deniega los permisos de construcción y, por tanto, construyen sin permiso de las autoridades israelíes. El plan maestro de Susiya fue denegado por la Administración Civil israelí a diferencia del asentamiento israelí de Susya, lo que obliga a los palestinos a obtener permisos de la Administración Civil israelí.
En 2008, el Tribunal Supremo rechazó la petición de los aldeanos de que se suspendiera la demolición prevista. Según David Dean Shulman, el abogado del Estado alegó que los palestinos de Susiya eran una amenaza para la seguridad de los colonos y debían ser trasladados. Cuando los jueces le preguntaron adónde se trasladarían, el Estado respondió: «No lo sabemos. Son desgraciados, miskenim».
En 2011, Israel ejecutó cuatro oleadas de demoliciones, que afectaron a 41 estructuras, incluidas 31 tiendas o chozas residenciales y dos cisternas de agua. Como resultado, 37 personas, entre ellas 20 niños, fueron desplazadas y otras 70 resultaron afectadas. El 24 de noviembre de 2011, las excavadoras arrasaron dos tiendas en las que habita la familia Mughnem en su propio terreno de Susiya.
En febrero de 2012, los colonos judíos de Susya y la ONG israelí pro-colonos Regavim solicitaron al Tribunal Superior la demolición de la Susiya palestina. La petición sentó un precedente al definir a los aldeanos como «intrusos» que vivían en «puestos de avanzada ilegales», términos que suelen aplicarse a los puestos de avanzada judíos ilegales en Cisjordania.
El 14 de junio, un tribunal israelí dictó 6 órdenes de demolición que afectaban a 50 edificios, entre ellos tiendas de campaña, chozas destartaladas, corrales de ovejas, letrinas, cisternas de agua, una turbina de energía eólica y solar y los paneles solares financiados por Alemania e instalados en la mayor parte de la aldea palestina de Susiya. Más de 500 personas de Tel Aviv, Beer Sheva y Jerusalén acudieron a organizar una protesta pacífica el 22 de junio.
El 26 de junio de 2013, la Administración Civil israelí, un organismo militar, hizo una redada en la Susiya palestina y dictó 40 órdenes de demolición de numerosas estructuras, tiendas de campaña, invernaderos, un pozo de agua y un panel solar, establecidos por motivos humanitarios por la Unión Europea. En el mismo tiempo, colonos israelíes cercanos construyeron otras dos casas no autorizadas en el puesto avanzado de Mitzpeh Avigayil, sin interferencias.
Un palestino local declaró a la prensa hebrea:

«Están llamando a nuestro pueblo puesto de avanzada ilegal. Estas tierras son nuestras desde antes de que existiera el Estado de Israel. Mi padre es más viejo que vuestro Estado y yo soy un extranjero ilegal en mi propia tierra. Pregunto dónde está la justicia. Vuestros tribunales distinguen entre el colono y el palestino... Estamos rodeados de puestos de avanzada ilegales [construidos por colonos] que lo tienen todo -infraestructuras de agua y electricidad- a pesar de que estos asentamientos son ilegales incluso según la legislación israelí. ¿Y ahora quieren expulsar a este anciano de su casa una vez más? ¿Expulsarnos a todos los que poseemos estas tierras, que hemos vivido en ellas durante generaciones, en este espacio que es nuestro, que es todo lo que conocemos?»

En un intercambio en la Knéset con el miembro de la Lista Conjunta Dov Khenin, que señaló que Plia Albeck, una exfuncionaria del gobierno favorable a los colonos, había admitido en 1982 que Susya estaba rodeada por una aldea árabe y que la tierra está registrada en la Autoridad de Tierras de Israel como propiedad privada árabe, un rabino del partido La Casa Judía, viceministro de Defensa y nuevo jefe de la Administración Civil de Israel, Eli Ben Dahan, negó públicamente que Susiya existiera, afirmando que los intentos de proteger la aldea eran una estratagema de los izquierdistas para apoderarse del Área C.[cita requerida]
«Nunca ha existido una aldea árabe llamada Susiya», afirmó Ben Dahan, calificando la aldea de “estratagema de las organizaciones de izquierda para apoderarse del Área C [de Cisjordania]”.
El 24 de agosto de 2012 se produjo una nueva demolición. El 29 de agosto, las FDI destruyeron un aprisco y dos tiendas, una de vivienda y otra de almacenamiento, donadas a los habitantes de la Susiya palestina por la Oficina de Naciones Unidas para la Coordinación de Asuntos Humanitarios (OCHA).
En mayo de 2015, el Tribunal Superior de Israel aprobó la demolición de Susiya. Se preveía que la ejecución del plan dejaría sin hogar a 450 aldeanos. Una delegación de diplomáticos de 28 países europeos visitó Susiya en junio e instó a Israel a no desalojar a sus 300 residentes palestinos, una medida que, en su opinión, pondría en peligro la solución de los dos Estados.

## Implicación internacional
Los planes israelíes de demoler la aldea palestina se han convertido en una cause célèbre internacional. Según Amira Hass, antes de que quince diplomáticos de alto rango de la Unión Europea visitaran la zona el 8 de agosto de 2012, Nasser Nawaja'a, habitante de Susya, se quejó de que «(h)ay en esta aldea octogenarios que son más viejos que el Estado de Israel... ¿Cómo se les puede decir que su residencia aquí es ilegal?». En aquel momento, la UE declaró que esperaba que no se ejecutara la orden de demolición. Un funcionario israelí se opuso a esta versión: «Sería absolutamente falso presentar a estas personas [los habitantes de la aldea] como si hubieran vivido allí desde la época del Arca de Noé y, de repente, llegaran los malos israelíes y destruyeran el lugar. Nos entristece un poco que algunos europeos y estadounidenses caigan en esa trampa.»
En julio de 2015, el Departamento de Estado de los Estados Unidos instó a Israel a abstenerse de realizar demoliciones y le pidió que buscara una solución pacífica con los aldeanos, y la Unión Europea emitió una enérgica advertencia en la que instaba a Israel a abandonar los planes de «traslado forzoso de población y demolición de viviendas e infraestructuras palestinas» en Susiya.